# Демон скорости
Демон скорости (англ. Speed Demon), настоящее имя Джеймс Сандерс (англ. James Sanders) — суперзлодей американских комиксов издательства Marvel Comics. Созданный Роем Томасом и Сэлом Бьюсемой персонаж впервые появился в The Avengers  #69 (Октябрь 1969) в качестве члена Зловещего Эскадрона и был известен как Волчок.

## История публикаций
Джеймс Сандерс впервые появился в роли Волчка на последней панели The Avengers  #69 (Октябрь 1969), первой главы сюжетной линии из трёх выпусков, написанной сценаристом Роем Томасом и проиллюстрированной художником Сэлом Бьюсемой. В сюжетной арке была представлена команда суперзлодеев Зловещий Эскадрон, четверо членов которой были основаны на героях Лиги Справедливости DC Comics. Сам Волчок базировался на Флэше. 

## Силы и способности
Джеймс Сандерс имеет степень магистра химии. В результате воздействия мутагенных химикатов, созданных под мысленным руководством Грандмастера, Демон скорости обрёл сверхчеловеческую скорость, выносливость и рефлексы. Персонаж получил возможность создавать циклоны (бегая по кругу) и передвигаться по стенам и по воде. Сверхчеловечески быстрые мыслительные процессы и рефлексы Демона скорости позволили ему воспринимать своё окружение при движении на высокой скорости, поднимать предметы и выполнять сложные акробатические манёвры.

## Альтернативные версии

### House of M
В реальности House of M Джим Сандерс вместе с Абнером Дженкинсом работал биохимиком у майора Джостена и генерала Дугана. Ему дали образец крови Крии, чтобы тот создал биологическое оружие против враждебной расы, чтобы предотвратить их союз с мутантами.

### Marvel Zombies
В Marvel Zombies он стал агентом зомбированного Кингпина. Вместе со Ртутью и Волчком преследовал противостоявшего зомби Человека-машину. В то время как Волчок, в конечном итоге, был сплющен, Демон скорости и Ртуть были разорваны ловушкой из натянутой проволоки.

## Вне комиксов

### Телевидение
- Джейсон Спайсэк озвучил Демона скорости в мультсериале «Мстители, общий сбор!» (2013)[6]. Здесь он представлен как инопланетянин, который уничтожил свою родную планету вместе с Верховным Эскадроном и использовал скоростной ремень, даровавший ему способности. Он и Эскадрон сражались со Мстителями, но потерпели поражение и были заключены в Рафт.
- Демон скорости появится в предстоящем мультсериале «Человек-паук: Первый год» (2024), являющимся частью медиафраншизы «Кинематографическая вселенная Marvel» (КВМ)[7].

### Видеоигры
В игре Spider-Man 2 (2023) в парке развлечений присутствуют американские горки под названием «Демон Скорости»; также на него нанесено изображение персонажа.

## Критика
Comic Book Resources поместил Демона Скорости на 10-е место среди «20 быстрейших спидстеров Marvel» и на 6-е место среди «10 быстрейших злодеев в комиксах Marvel».